# Aquitania prima
L'Aquitania prima fu una provincia romana costituita nel III secolo sotto la tetrarchia, quando la riforma di Diocleziano suddivise la grande Aquitania in tre parti:
- l'Aquitania prima a est (Massiccio Centrale e Berry),
- l'Aquitania seconda sulla costa atlantica fra l'imboccatura dell'estuario della Gironda e la Loira (Charentes e Poitou)
- l'Aquitania terza o Novempopulana (fra la Garonna e i Pirenei).

L'Aquitania prima corrisponde al territorio degli:
- Albigesi (Albi)
- Cadurci (Quercy, Cahors)
- Ruteni (Rouergue, Rodez)
- Lemovici (Limosino)
- Arverni (Alvernia)
- Biturigi (Berry)
- Vellavi (Velay)
- Gabali (Gévaudan)

Alla caduta dell'Impero romano d'Occidente, l'Aquitania prima fu conquistata nel 475 dai Visigoti di re Eurico, nonostante la resistenza di Egidio sulla Loira e di Ecdicio Avito e Sidonio Apollinare a Clermont-Ferrand.